# Infidelity

Infidelity é um telefilme de drama romântico produzido nos Estados Unidos, dirigido por David Lowell Rich e lançado em 1987. Foi protagonizado por Kirstie Alley e Lee Horsley.